# Calytrix plumulosa
Calytrix plumulosa är en myrtenväxtart som först beskrevs av Ferdinand von Mueller, och fick sitt nu gällande namn av Benjamin Daydon Jackson. Calytrix plumulosa ingår i släktet Calytrix och familjen myrtenväxter. Inga underarter finns listade i Catalogue of Life.